# بارتولومیو دندریج
بارتولومیو دندریج (Bartholomew Dandridge) (25 دسامبر ۱۷۳۷–۱۸ آوریل ۱۷۸۵)، یکی از اولین مزرعه‌داران، وکلا و وطن‌پرستان آمریکایی بود. او نمایندهٔ شهرستان نیو کنت در خانه برگس‌ها، تمامی پنج تا از معاهدات انقلابی و یک بار هم در خانه نمایندگان ویرجینیا بود، قبل از این که قانونگذاران همکارش او را به عنوان قاضی دادگاهی کرد که بعدها به عنوان دادگاه عالی ویرجینیا شناخته شد.

## اوان زندگی
دندریج در کریسمس ۱۷۳۷ میلادی در «چستنات گروو» در شهرستان نیو کنت واقع در مستعمره ویرجینیا متولد شد. او چهارمین فرزند سرهنگ جان دندریج بود که همسرش فرانسیس جونز دندریج بود. پدربزرگ پدری او جان دندریج سنیور اهل آکفوردشایر بود، اما عضوی از شرکت نقاشان لندن بود. پسر او (عموی این مرد) ویلیام دندریج در نیروی دریایی سلطنتی افسری بود که به ویرجینیا مهاجرت کرده و تا ۱۷۱۵ میلادی تاجر و مزرعه‌دار شد. او پس از ازدواجش صاحب مزرعه الینگ گرین در شهرستان کینگ ویلیام و همچنین یک لنگرگاه در همپتون و یک کشتی تجاری شد. ناخدا دندریج دوست فرماندار ویرجینیا الکساندر اسپاتسوود شد که او را به عنوان مشاور فرماندار انتخاب کرده و همچنین او را به مأموریت نقشه‌برداری از مرزهای بین ویرجینیا و کارولینای شمالی گماشت. یک پسر و یک دختر از هر خانواده با دیگری ازدواج کرد. پدر پدربزرگ مادریش، رولند جونز، اولین پیشوای کلیسای بروتون پاریش در ویلیامزبرگ که اکنون کلیسایی تاریخی است شد، ویلیامزبرگ در اکثر طول عمر این مرد، پایتخت مستعمره بود. پدربزرگ مادریش اورلاندو جونز شهرستان پادشاه ویلیام را برای چندین دوره در خانه برگسز نمایندگی کرد.
با این وجود، پدر این مرد، جان دندریج برادرش را در مستعمرات ویرجینیا دنبال کرده و روحانی شهرستان نیو کنت در ۱۷۳۰ میلادی شد، موقعیتی که او تا زمان مرگش در ۱۷۵۶ میلادی حفظ نمود. همچنین جان دندریج به عنوان افسر در شبه‌نظامیان محلی خدمت کرده و مزرعه‌ای به نام «چستنات گروو» را در حدود چهار مایل دورتر با استفاده از کارگران به بردگی گرفته شده عملیاتی کرد. بارتولومیو برادران بزرگتری به نام‌های جان دندریج (۱۷۳۷–۱۷۴۹) و ویلیام دندریج (۱۷۳۴–۱۷۷۶) داشت، اما احتمالاً مهم‌ترین هم‌نیایش، خواهر بزرگترش مارتا واشینگتن بود که بعداً اولین بانوی ایالات متحده شد. بارتولومیو تحصیلات خصوصی مناسب طبقه‌اش را دریافت نمود. پدرش در فردریکزبرگ طی اوت ۱۷۵۶ میلادی، درحالی که از دختر برادر/خواهر و همسرش سرهنگ جان اسپاتسوود دیدن می‌کرد، هنگامی که بارتولومیو ۱۹ سال داشت و زیر سن قانونی بود در گذشت.

## ازدواج و زندگی شخصی
دندریج دوبار ازدواج کرد. گرچه که نام اولین همسرش گم شده، دخترشان آن با ویلیام دندریج کلیبورن ازدواج کرد و دخترشان الیزابت نیز با ویلیام لانگهورن ازدواج کرد. همسر دوم بارتولومیو دندریج، مری بربریج، دختر جولیوس کینگ بربریج بود که در ۱۷۴۴ میلادی از املاک «مان پیج» ملکی به وسعت ۳۴۰۷ جریب فرنگی را خریداری کرده بود. نام این ملک پاموکرا بود که تا ۱۷۶۸ میلادی در محدوده مرز تغییریافتهٔ شهرستان نیو کنت بود. در ۱۷۸۲ میلادی، بارتولومیو دندریج مالیات‌های مربوط به این سرزمین را پرداخت کرده بود، زمینی که در آن با همسر و خانواده اش که شامل بیوه بربریج بود زندگی کرده، بیوه‌ای که ممکن است صاحب حق عمری بوده باشد.
ماری و بارتولومیو دندریج هفت فرزند داشتند که از میانشان چهارتا پسر (جان، بارتولومیو، ویلیام و جولیوس) و سه تا دختر (مارتا، مری و فرنسز) بودند. دختر بزرگترشان مارتا با دکتر ویلیام هالیبرتون اهل اسکاتلند و پسرشان قاضی جیمز دندریج هالیبورتون بود. دخترشان ماری با جان ویلیسون و فرانسز با جورج دبلیو. اچ. مینج ازدواج کرد. جان (۱۷۵۸–۱۷۹۹) وکیل شد و بعدها در خانه نمایندگان ویرجینیا خدمت کرد؛ ممکن است او در پاموکرا مرده باشد، اما همچنین به پیشه حقوق در شهرستان چارلز سیتی نیز مشغول بود. همسرش ربکا جونز مینج اهل آنجا بود و دخترشان لوسی با جی. دبلیو. مرداو اهل ویلیامسبرگ ازدواج کرد. پسرشان هم که جان نام داشت در در ۱۸۱۳ میلادی در پاموکرا زندگی می‌کرد، اما برنامه‌ریزی کرد تا به جاهای دیگر سفر کند. چیزی که باعث پیچیده‌تر شدن امور می‌شود، وجود دو مرد دیگر در نسل دندریج‌ها با نام‌های بارتولومیو است. پسر قاضی بارتولومیو دندریج به نام بارتولومیو دندریج جونیور هرگز ازدواج نکرد، اما مشاور خصوصی عمویش، پرزیدنت جورج واشینگتن که در آن زمان دیپلمات بود شد و به عنوان مشاور جنگ دیده هائیتی در ۱۸۰۲ میلادی کشته شد. موضوع پیچیده دیگر بارتولومیو دندریج (۱۷۶۰–۱۸۰۳)، پسر عمویش ویلیام دندریج است که با الیزابت کلیتون (دختر سرهنگ ویلیام کلیتون که به عنوان قانونگذار با پدرش خدمت کرد) ازدواج کرد و بعد از مرگش با تنها دختر سرگرد ویلیام آرمیستد، سوزان بیکر آرمیستد اهل شهرستان نیو کنت ازدواج کرد. سوزان بیکر آمریستد از بارتولومیو دندریج (مرگ در ۱۸۲۹ میلادی) صاحب پسری بود که در نهایت بعد از این که تا حدی توسط ناپدری دیوید دورینگتون پرورش یافت، روحانی شهرستان نیو کنت شد. بارتولومیو دندریج ممکن است در ۱۸۱۰ میلادی با ۹ تا از سیاهپوستان و در ۱۸۲۰ با چهارتا از افراد آزاد رنگین‌پوست زندگی کرده باشد.

## حرفه
بارتولومیو دندریج حقوق را مطالعه کرده و به سرعت سابقه برجسته‌ای را برای خود دست و پا کرده و علاوه بر آن در املاک نامادری و همسرش با استفاده از کارگران به برده گرفته شده عملیات کرد. رأی دهندگان شهرستان نیو کنت او را به عنوان یکی از نمایندگانشان در خانه برگسز در ۱۷۷۲ میلادی انتخاب کرده و او را دو سال بعد مجدداً انتخاب نمودند. با این حال، نارضایتی نسبت به سیاست‌های بریتانیا در حال رشد بود و هنگامی که فرماندار سلطنتی ویرجینیا، لورد دانمور قانونگذاری سال ۱۷۷۵ را سرکوب کرد، دندریج و مزرعه‌دار همکارش بورول باست (که با او در خانه برگس‌ها خدمت کرده بود) به عنوان نمایندگان شهرستان در چهار معاهده انقلابی اول ویرجینیا انتخاب شد؛ دندریج در پنجمین معاهده انقلابی همراه با سرهنگ ویلیام کلیتون خدمت کرد، فردی که در ۱۷۷۲ میلادی جانشینش شد. اثرات سیاسی چنان بودند که در ۱۷ اوت ۱۷۷۵ میلادی، دندریج به فاصله یک رأی از انتخاب شدن برای عضویت در کمیته امنیتی که برای ده ماه بعدی تحت حکومت مشترک المنافع بود انتخاب شده و جلسه بعدی او را برای عضویت در کمیته اختیارات و انتخابات برگزیدند. دندریج به او برای پیشنویس حل روابط فیمابین بریتانیای کبیر و اعلامیه حقوق ویرجینیا کمک کرد. در ۲۹ ژوئن ۱۷۷۶ میلادی، او بر شورای ایالتی انتخاب شد که صاحب قدرت‌های مدیریتی بوده و همچنین به فرماندار پاتریک هنری مشاوره می‌داد، اما دندریج از آن موقعیت انصراف داد تا تجارت خانوادگیش را در ۸ ژوئن ۱۷۷۸ میلادی برگزار کند. گرچه که دندریج در اولین جلسه خانه نمایندگان ویرجینیا شرکت نکرد، اما انتخابات را به عنوان یکی از نمایندگان شهرستان کنت نو در ۱۷۷۸ میلادی برنده شد. با این حال، یکی از مزرعه داران خویشاوند او به نام ویلیام دندریج، پسر عموی آخرش کاپیتان ویلیام دندریج، شهرستان هانوور را برای چندین دوره نمایندگی کرد.
در ۲۹ مه ۱۷۷۸ میلادی، قانونگذاران بارتولومیو دندریج را برای سرپرستی دادگاه عمومی انتخاب کرده و در سال بعد دادگاه استیناف جدیدی را ایجاد کردند که شامل قضات دادگاه عمومی، دادگاه دریاسالاران و دادگاه عالی صدارت عظمی است. ازین رو، دندریج قاضی دادگاهی شد که امروزه به آن دادگاه عالی ویرجینیا گفته می‌شود. دادگاه استیناف اولین بار در بهار ۱۷۷۹ میلادی تشکیل جلسه داد، گرچه که دندریج اولین بار صندلیش را در ۲۹ مارس ۱۷۸۰ میلادی گرفت. او در «Commonwealth v. Caton» شرکت کرد که در آن برخی قضات اصول بازنگری حقوقی را اعلان کردند، اما قاضی دندریج از بیان دیدگاه خود در رابطه با آن مسئله امتناع کرد. قاضی دندریج در این دادگاه تا زمان مرگش در ۱۷۸۵ میلادی باقی ماند.

## مرگ و میراث
دندریج و مادرش به فاصله چندین روز در آوریل ۱۷۸۵ میلادی فوت کردند. خواهرش مارتا واشینگتن آگهی‌های مرگ هردو را با هم دریافت کرد. دندریج مزرعه راکهاک را برای همسرش ماری باقی گذاشت و پسر بزرگترش جان زمین را در «باتلاق دکتر» و همچنین یک آسیاب و آسیاب گندم را در «دیاسکوند کریک» بدست آورد. پسرهای او جولیوس، بارتولومیو و ویلیام زمین‌ها را در کارولینای شمالی از پاتریک هنری خریداری کردند. قاضی دندریج نیز طبق وصیتش مادر و نامادریش را تأمین کرد. همچنین قاضی دندریج دو برده را آزاد کرده، به دخترش آنا کلیبورن یک سیاهپوست و به نوه دختریش الیزابت دندرید کلیبورن نیز یک سیاهپوست داده و سایر بردگانش را با کمک همسرش ماری در میان فرزندانش تقسیم کرد، چرا که ماری حق عمری بر روی این بردگان داشت. مشکل این بود که بردگان قاضی به رهن گذاشته شده بودند، چرا که دندریج از نظر مالی پس از جنگ انقلاب آمریکا دچار مشکل شده بود. ازین رو، برادر ناتنیش سرتیپ (و بعداً رئیس‌جمهور) جرج واشینگتن ۳۳ برده را به عنوان بازپرداخت وامی که از املاک مارتا دندریج واشینگتن در ۱۷۶۵ میلادی داده بود گرفت و این بردگان را به عنوان عاریه (بدون جریمه) به بیوه دندریج یعنی ماری پس داد تا ماری بتواند فرزندشان را در مزرعه‌ای که یک مزرعه خانوادگی شده بود حمایت کند. رئیس‌جمهور اخیر ازادسازی بردگان دندریج را در وصیتش ذکر کرد، اما آن را تا زمان مرگ بیوه به تأخیر انداخت.
جان دندریج در مسیر حرفه‌ای پدرش ادامه طریق داد که شامل نمایندگی شهرستان نیو کنت در خانه نمایندگان ویرجنیا از آغاز ۱۷۸۸ میلادی می‌شد. برادر او جولیوس بربریج دندریج (۱۷۷۹–۱۸۲۸) یکی از بانکداران ریچموند شد، شهری که تبدیل به پایتخت ایالتی شده بود. او در ابتدا در بانک ویرجینیا منشی بود و سپس در شعبه ریچموند از دومین بانک ایالات متحده تحویلدار شد، اما متهم به سوء استفاده از اختیارات قانونی شده و یک دعوی علیه کفیلانش به دادگاه عالی ایالات متحده رسید که پس ازمرگ ناگهانیش بسته شد.